# Municipio de Beaver Falls
El municipio de Beaver Falls (en inglés: Beaver Falls Township) es un municipio ubicado en el condado de Renville en el estado estadounidense de Minnesota. En el año 2010 tenía una población de 197 habitantes y una densidad poblacional de 2,8 personas por km².

## Geografía
El municipio de Beaver Falls se encuentra ubicado en las coordenadas 44°35′36″N 95°3′3″O / 44.59333, -95.05083. Según la Oficina del Censo de los Estados Unidos, el municipio tiene una superficie total de 70.38 km², de la cual 70,2 km² corresponden a tierra firme y (0,25 %) 0,17 km² es agua.

## Demografía
Según el censo de 2010, había 197 personas residiendo en el municipio de Beaver Falls. La densidad de población era de 2,8 hab./km². De los 197 habitantes, el municipio de Beaver Falls estaba compuesto por el 89,34 % blancos, el 4,06 % eran amerindios, el 3,55 % eran de otras razas y el 3,05 % eran de una mezcla de razas. Del total de la población el 5,58 % eran hispanos o latinos de cualquier raza.